# عاتكة بنت أبي سفيان
عاتكة بنت أبي سفيان بن الحارث بن عبد المطلب الهاشمية، صحابية، وزوجة الصحابي معتب بن أبي لهب.

## حياتها
هي عاتكة بنت أبو سفيان بن الحارث ابن عبد المطّلب بن هاشم بن عبد مناف بن قُصيّ، واسم أَبي سفيان المغيرة، وقال آخرون: بل اسمُ أَبي سفيان كنيته. وأم عاتكة: أم عمرو بنت المقوم بن عبد المطلب، وقيل بل أمها جمانة بنت أبي طالب.
تزوجها معتب بن أبي لهب، فأنجبت له عبد الله ومحمد وأبو سفيان وموسى وعُبيد الله وسعيد وخالدة. وذكر محمد صادق الكرباسي أن عاتكة أسلمت هي وأخواتها عندما أسلم أبوهم يوم الفتح قبل أن يدخل الرسول إلى مكة عام 8 هـ.